# Notenkrise

Urho Kekkonen in Tamminiemi 1961

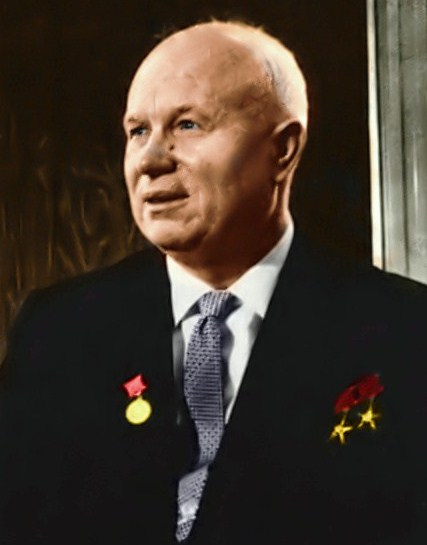
Nikita Chruschtschow

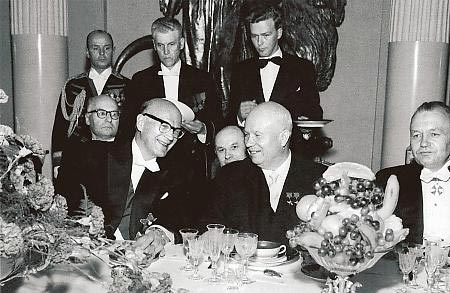
Gute persönliche Beziehungen: Chruschtschow zu Besuch bei Kekkonens 60. Geburtstagsfeier (September 1960)

Als Notenkrise wird eine Phase in der Geschichte der Beziehungen zwischen der Sowjetunion und Finnland bezeichnet, die am 30. Oktober 1961 durch eine diplomatische Note der Sowjetunion eingeleitet wurde. Vor dem Hintergrund der internationalen Spannungen der Berlin-Krise und unter Berufung auf den finnisch-sowjetischen Freundschaftsvertrag von 1948 verlangte die Sowjetunion die Aufnahme militärischer Konsultationen zur Abwehr einer erwarteten Aggression des Westens. Durch solche Konsultationen drohte Finnland in einer mit der bisherigen Neutralitätspolitik des Landes unvereinbaren Weise in den Konflikt der Machtblöcke verwickelt zu werden. Der finnische Präsident Urho Kekkonen bereinigte die Krise schließlich unter Einsatz seiner guten persönlichen Beziehungen zum sowjetischen Partei- und Regierungschef Nikita Chruschtschow: In persönlichen Gesprächen beider Männer in Nowosibirsk am 24. November 1961 rückte Chruschtschow von den Konsultationswünschen ab. Zu den Auswirkungen der Notenkrise gehörte es, dass ein gegen die Wiederwahl Kekkonens in den Anfang 1962 anstehenden Wahlen gebildetes Parteienbündnis zerbrach und Kekkonen ungefährdet wiedergewählt wurde. Historisch umstritten ist es, ob und inwieweit die Sowjetunion die Note genau in diesem Sinne zum Zwecke der Einflussnahme auf die finnische Politik einsetzte und ob gar Kekkonen zur Sicherung seiner Wiederwahl mit der sowjetischen Seite konspiriert hatte.

## Vorgeschichte
Den Hintergrund der Notenkrise bildeten im Jahr 1961 zwei voneinander unabhängige Entwicklungslinien, eine in der finnischen Politik, eine in der Weltpolitik. Der seit 1956 amtierende finnische Präsident Urho Kekkonen wurde von der Sowjetunion als Personifizierung der Politik der freundschaftlichen finnisch-sowjetischen Beziehungen angesehen. Kekkonens Wiederwahl in der 1962 anstehenden Präsidentschaftswahl schien allerdings in Gefahr zu geraten, als sich eine breite Koalition von Kekkonen-Gegnern hinter einem gemeinsamen Gegenkandidaten formierte. Gleichzeitig kam es in der internationalen Politik zu einer dramatischen Verschärfung der Spannungen insbesondere um den Status Deutschlands und Berlins. Letzteres konnte trotz der finnischen Neutralitätspolitik für Finnland unmittelbare Auswirkungen haben, da der finnisch-sowjetische Freundschaftsvertrag von 1948 militärische Konsultationen für den Fall vorsah, dass ein Angriff durch Deutschland oder seine Verbündeten drohe.

### Finnisch-sowjetische Nachkriegsbeziehungen und Freundschaftsvertrag
Die finnische Politik gegenüber der Sowjetunion erfuhr nach dem Zweiten Weltkrieg unter Präsident Juho Kusti Paasikivi eine Neuorientierung. Nach Einschätzung Paasikivis war die Unabhängigkeit Finnlands nach dem verlorenen Krieg in Zukunft nicht mehr militärisch zu sichern, sondern nur durch eine Politik der Freundschaft mit dem großen Nachbarn und durch Berücksichtigung von dessen Verteidigungsinteressen. Diese Freundschaftspolitik, auch Paasikivi-Linie genannt, wurde allmählich ergänzt durch das finnische Bestreben, eine Politik der Neutralität zu verfolgen und für diese die Anerkennung beider Machtblöcke zu erhalten.
Als die Sowjetunion 1948 Ungarn und Rumänien mit militärischen Kooperationsverträgen eng an sich band, schlug der sowjetische Diktator Josef Stalin einen ähnlichen Vertrag auch der finnischen Regierung vor. In Verhandlungen, an denen Paasikivis späterer Nachfolger Urho Kekkonen entscheidend mitwirkte, einigte man sich auf einen Vertrag, der den strategischen Interessen der Sowjetunion entgegenkam, jedoch nicht ein unmittelbares militärisches Bündnis bedeutete. Der am 6. April 1948 in Moskau unterzeichnete Vertrag über Freundschaft, Zusammenarbeit und gegenseitige Hilfeleistung enthielt einen in seinem Anwendungsbereich beschränkten militärischen Teil in den ersten beiden Artikeln.
In Artikel 1 verpflichtete sich Finnland, im Falle eines Angriffes „durch Deutschland oder ein anderes mit diesem verbündetes Land“ auf Finnland oder durch das Gebiet Finnlands auf die Sowjetunion den Angriff unter Aufbietung aller Kräfte abzuwehren. Die Sowjetunion verpflichtete sich, „Finnland die erforderliche Hilfe zu leisten, über deren Leistung die Vertragsparteien Einvernehmen herstellen.“ Artikel 2 sah die Möglichkeit militärischer Konsultationen beider Länder vor:

„Die Hohen Vertragsparteien werden in dem Fall miteinander verhandeln, dass die Gefahr eines in Artikel 1 bezeichneten Angriffes festgestellt wird.“

Trotz der eingeschränkten Formulierung sorgte der Vertrag für Unruhe in der finnischen Bevölkerung und für fortwährende Unsicherheit darüber, inwiefern er einer glaubwürdigen Neutralitätspolitik im Wege stehen könne. Andererseits stellte der Vertrag die Beziehungen zwischen den beiden Ländern auf eine zuverlässige Grundlage und galt bald als wichtiges Grundelement der finnischen Außenbeziehungen.
Juho Kusti Paasikivi wurde 1956 von Urho Kekkonen im Amt des Präsidenten abgelöst. Stärker als Paasikivi entwickelte Kekkonen das Neutralitätselement der finnischen Nachkriegspolitik fort und machte es zum Grundpfeiler seiner Außenpolitik. Gleichzeitig führte er aber auch die Pflege persönlicher Beziehungen als Werkzeug zur Gestaltung der finnisch-sowjetischen Beziehungen ein. Während seiner ersten sechsjährigen Amtszeit knüpfte er enge, oft auch als freundschaftlich bezeichnete Beziehungen zu Nikita Chruschtschow, dem Parteichef der Kommunistischen Partei der Sowjetunion und ab 1958 auch Ministerpräsident. So wurde Anfang 1959 die so genannte Nachtfrostkrise, welche seit dem Sommer 1958 die Beziehungen belastet hatte, ebenso im persönlichen Gespräch der beiden Spitzenpolitiker überwunden wie 1960 der Widerstand der Sowjetunion gegen die Assoziierung Finnlands mit der EFTA.

### Position Kekkonens und Wahlkonstellation

Olavi Honka (rechts) mit einer Delegation der Kleinbauernpartei um Veikko Vennamo (links), 1961

Kekkonen räumte der Außenpolitik Vorrang vor allen anderen Fragen ein, wobei der Schwerpunkt der Außenpolitik wiederum auf der Pflege der guten Beziehungen zur Sowjetunion lag. In der Zeit der Nachtfrostkrise hatte die finnische Regierung aus einer breiten Koalition von Parteien bestanden, von denen einige dem außenpolitischen Kurs kritisch gegenüberstanden oder von der Sowjetunion jedenfalls so wahrgenommen wurden. Die Regierung stürzte Ende 1958 über den von der Sowjetunion ausgeübten politischen und wirtschaftlichen Druck. Nachfolgend sorgte Kekkonen dafür, dass in der Regierung nur noch Parteien vertreten waren, die „außenpolitisch handlungsfähig“ waren. Es folgte eine Reihe von kurzlebigen Regierungen, die entweder Minderheitsregierungen unter Führung des Landbundes oder reine Beamtenregierungen waren.
Im Vorfeld der Präsidentschaftswahl 1962 einigten sich die mit Kekkonen unzufriedenen Parteien Anfang 1961 darauf, als gemeinsamen Gegenkandidaten Olavi Honka, Justizkanzler der finnischen Regierung, aufzustellen. Dieser so genannte Honka-Bund bestand aus Parteien, die politisch außer der Gegnerschaft zu Kekkonen wenig verband: die Sozialdemokratische Partei Finnlands, die rechtskonservative Nationale Sammlungspartei, die Schwedische Volkspartei sowie die vom Landbund abgespaltete Finnische Kleinbauernpartei. Kekkonen konnte demgegenüber mit der Unterstützung des Landbundes, der kommunistischen Wahlorganisation Demokratische Union des Finnischen Volkes sowie des von den Sozialdemokraten abgespalteten Sozialdemokratischen Bundes der Arbeiter- und Kleinbauernschaft rechnen. Zudem standen auch die Parteien des Honka-Bundes nicht geschlossen hinter Honka; aus ihren Reihen waren auch Stimmen für Kekkonen zu erwarten.
Die Parteien des Honka-Bundes versicherten, dass der Kampf gegen Kekkonen auf rein innenpolitischen Gründen beruhe. Eine Änderung der Außenpolitik Finnlands sei in keiner Weise beabsichtigt. Dagegen wurde in Kreisen finnischer Kommunisten und besonders in der Presse der Sowjetunion bald nach Bildung des Honka-Bundes die Auffassung vertreten, dass dessen Hauptziel „aller Maskierung zum Trotz“ die Änderung der außenpolitischen Richtung des Landes sei. Die sowjetischen Diplomaten in Helsinki machten aus ihrer Ablehnung kein Geheimnis und verweigerten demonstrativ jeden Kontakt zu Olavi Honka.

### Internationale Spannungen und Berlin-Krise

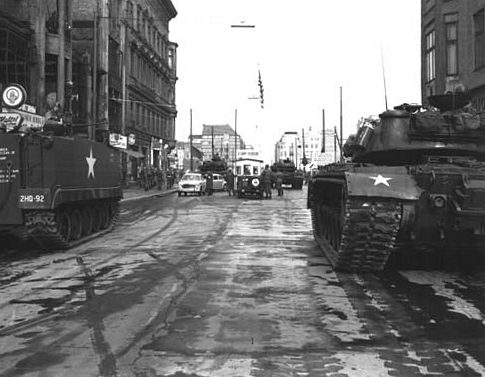
Die Berlin-Krise kulminierte Ende Oktober 1961 in der offenen Konfrontation der Panzer am Checkpoint Charlie.

Im Sommer und Herbst 1961 erfuhren die Spannungen zwischen den Blöcken des Kalten Krieges eine dramatische Zuspitzung. Die seit 1958 schwelende Berlin-Krise war Gesprächsthema beim Treffen Nikita Chruschtschows mit dem neuen Präsidenten der Vereinigten Staaten John F. Kennedy in Wien im Juni 1961. Chruschtschow verlangte erneut den Abschluss eines Friedensvertrages für Deutschland und in diesem Zusammenhang die Beseitigung des Sonderstatus Berlins. Die Bundesrepublik Deutschland habe, so Chruschtschow, das Fehlen einer Friedensregelung genutzt, um sich zu bewaffnen und eine führende Rolle in der NATO einzunehmen, wodurch die Gefahr eines neuen Weltkrieges zunehme. Chruschtschow drohte, dass die Sowjetunion, wenn die Westmächte einer Gesamtregelung nicht zustimmen, spätestens im Dezember einseitig einen Friedensvertrag mit der DDR abschließen werde.
Kennedy erklärte in einer Fernsehansprache im Juli, dass der Status Berlins nicht verhandelbar sei. Gleichzeitig ergriffen beide Seiten Maßnahmen zur Verstärkung ihrer Streitkräfte. Als unter dem Eindruck der eskalierenden Spannung immer mehr Menschen aus der DDR nach West-Berlin strömten, errichtete die Nationale Volksarmee am 13. August an der Grenze Absperrungen, die später zur Berliner Mauer ausgebaut wurden. Die Vereinigten Staaten verstärkten ihre militärische Präsenz in Berlin deutlich, die Sowjetunion drohte mit Luftblockaden und nahm am 1. September eine Reihe von Kernwaffentests auf. Zur direkten Konfrontation zwischen amerikanischen und sowjetischen Truppen kam es am 27. Oktober am Checkpoint Charlie, als sich jeweils zehn Kampfpanzer der amerikanischen und sowjetischen Armee unmittelbar am Grenzstrich gegenüber aufbauten. Erst nach 16-stündigem Nervenkrieg wurden beide Panzergruppen wieder zurückgezogen.

## Verlauf der Notenkrise
Die Sowjetunion übermittelte Finnland am 30. Oktober 1961 eine diplomatische Note, in welcher sie unter Bezugnahme auf die internationale Lage und aggressive militärische Absichten der Bundesrepublik Deutschland die Aufnahme militärischer Konsultationen zwischen beiden Ländern verlangte. Die Note löste in Finnland tiefe Sorge darum aus, ob sich das Land weiter im Rahmen der Neutralität aus den Interessengegensätzen der Großmächte fernhalten könne. Präsident Kekkonen bemühte sich einerseits zu betonen, dass Finnland die Krise ohne Hilfe von außen bewältigen müsse, andererseits die Gespräche von der militärischen auf die politische Ebene zu überführen. Nachdem erste politische Gespräche den Eindruck vermittelten, dass es der Sowjetunion in erster Linie darum gehe, Sicherheit über die Fortsetzung des außenpolitischen Kurses Finnlands zu erhalten, löste Kekkonen das Parlament auf und setzte Neuwahlen an. Als die Sowjetunion dennoch an der Forderung nach Konsultationen festhielt, reiste Kekkonen schließlich zu persönlichen Verhandlungen mit Chruschtschow in die Sowjetunion. In diesen Gesprächen rückte Chruschtschow am 24. November von der Konsultationsforderung ab.

### Die Note vom 30. Oktober 1961
Am 28. Oktober 1961, als sich die Panzer in Berlin noch gegenüberstanden, nahm das Außenministerium der Sowjetunion Kontakt mit dem finnischen Botschafter Eero Wuori auf und lud ihn für den kommenden Montagmorgen, den 30. Oktober, zum Gespräch. In diesem Treffen übergab Außenminister Andrei Gromyko Wuori eine Note an die Regierung Finnlands.
Das zehnseitige Dokument behandelte detailliert die vom „Militarismus und Revanchismus“ der Bundesrepublik Deutschland ausgehenden Gefahren insbesondere im Ostseeraum. Die Bundesrepublik habe wieder eine starke Armee gebildet und deren Führung mit den „Generalen Hitlers“ besetzt. Unter dem Banner der NATO strebe sie nach der Kontrolle über Atomwaffen. Im Norden habe die Bundeswehr ihren Einflussbereich auf Dänemark und Norwegen ausgedehnt, wo ihr bereits Stützpunkte überlassen worden seien. Der Schwerpunkt der Bundesmarine habe sich in den Ostseeraum verlagert, nachdem deren Hauptquartier von der Nordsee nach Flensburg verlegt worden sei.
Die Note fuhr fort, dass die Westmächte die gefährlichen Bestrebungen Westdeutschlands wissentlich oder ungewollt förderten, indem sie eine abschließende Friedensregelung der Verhältnisse Deutschland mitsamt Anerkennung der Grenzen beider deutscher Staaten verweigerten. Auch in der Presse Finnlands würden entgegen der offiziellen Außenpolitik des Landes Ansichten verbreitet, welche die Kriegsvorbereitungen der NATO-Staaten unterstützten.
Die Sowjetunion, so hieß es in der Note, habe Maßnahmen ergriffen, um die eigene Verteidigungsbereitschaft und die ihrer Verbündeten zu erhöhen. Die beschriebenen Vorgänge beträfen die Sicherheit Finnlands ebenso wie die der Sowjetunion. Der eigentliche Zweck der Note folgte im Schlussabsatz:

„Im Hinblick auf das oben Gesagte wendet sich die Regierung der Sowjetunion an die Regierung Finnlands und schlägt aufgrund der von Westdeutschland und den mit ihm verbündeten Staaten ausgehenden Bedrohung Konsultationen über Maßnahmen zur Sicherung der Verteidigung der Grenzen beider Länder vor, so wie dies im zwischen der Sowjetunion und Finnland geschlossenen Vertrag über Freundschaft, Zusammenarbeit und gegenseitigen Beistand vorgesehen ist. Zeitpunkt und Ort der bezeichneten Gespräche werden auf diplomatischem Wege zu vereinbaren sein.“

### Erste Reaktionen
Für die politische Führung Finnlands stellte das Verlangen nach militärischen Konsultationen keine vollkommene Überraschung dar. Bereits im Sommer hatte Botschafter Wuori in einem Bericht die Einschätzung geäußert, dass, wenn die Sowjetunion die Wiederbewaffnung der Bundesrepublik Deutschland nicht aufhalten könne, sie eine Isolierung und Verurteilung Westdeutschlands in der internationalen Öffentlichkeit anstreben werde. Dabei werde sie Stellungnahmen insbesondere von den neutralen Staaten verlangen. Die Führung der finnischen Armee hatte Anfang August 1961 eine Zuspitzung der internationalen Krise bis an die Schwelle des Krieges vorausgesagt und angenommen, die Sowjetunion werde von Finnland Konsultationen aufgrund des Freundschaftsvertrages verlangen. So waren auch bereits konkrete Vorbereitungen für den Fall getroffen worden, dass es zu solchen Konsultationen tatsächlich kommen sollte.
Für die breite Öffentlichkeit stellte die Entwicklung dagegen einen Schock dar. Die Note brachte die ungesicherte Position Finnlands in der internationalen Politik in das Bewusstsein der Allgemeinheit. Viele fühlten sich an die Vorgänge im Herbst 1939 erinnert, als die Sowjetunion ebenfalls unter Hinweis auf die angespannte internationale Lage und ihre Verteidigungsinteressen Verhandlungen gefordert hatte. Als diese Verhandlungen nicht die gewünschten Ergebnisse gebracht hatten, hatte die Sowjetunion zur militärischen Option gegriffen und den Winterkrieg begonnen. Das durch die Assoziation mit 1939 bewirkte Drohszenario wurde verstärkt durch die Tatsache, dass die Sowjetunion am gleichen Tag, an dem sie dem finnischen Botschafter die Note übergab, einen ungewöhnlich starken Kernwaffentest (Zar-Bombe) mit einer Sprengkraft von etwa 60 Megatonnen durchführte.
Für die Außenpolitik Finnlands stand vor allem die Glaubwürdigkeit der Neutralitätspolitik auf dem Spiel. Das Eintreten in militärische Konsultationen hätte nicht nur den Anschein eines militärischen Bündnisses mit der Sowjetunion erweckt, sondern Finnland hätte sich indirekt auch hinter die in der Note vorgebrachten Einschätzungen zur Rolle und zu den Bestrebungen der Bundesrepublik Deutschland und der NATO gestellt. Die Führungsperson der finnischen Außenpolitik, Präsident Urho Kekkonen,  befand sich zu dieser Zeit auf Staatsbesuch in den Vereinigten Staaten, der auf einer im April ausgesprochenen Einladung beruhte und den er am 16. Oktober angetreten hatte. Die politischen Gespräche, insbesondere mit Präsident John F. Kennedy, waren am 30. Oktober bereits beendet und Kekkonen befand sich zur Erholung auf Hawaii. Nachdem die Nachricht von der Note eingetroffen war, ordnete Kekkonen die sofortige Rückkehr von Außenminister Ahti Karjalainen an. Er selbst entschloss sich, sein Besuchsprogramm wie geplant fortzusetzen.
So hatte Kekkonen am 1. November Gelegenheit, seine erste öffentliche Stellungnahme zur Note bei seiner Rede vor dem World Affairs Council in Los Angeles abzugeben. Kekkonen hob hervor, dass die Note keine neuen Elemente in die Beziehungen zwischen Finnland und der Sowjetunion einführe. Sie sei ein Abbild des in Europa herrschenden schwerwiegenden Spannungszustandes. Kekkonen versicherte, dass Finnland seine Neutralitätspolitik auch in Zukunft fortsetzen werde, ohne dabei irgendwelche Hilfe von außen in Anspruch zu nehmen.
Eingehender bezog Kekkonen nach seiner Rückkehr nach Finnland in seiner Radioansprache am 5. November Stellung. In ihr bemühte er sich, den Schwerpunkt der Krise von der militärischen auf die politische Ebene zu verlagern. Hinsichtlich ersterer vermied er jede Stellungnahme zur Frage, ob die im Freundschaftsvertrag niedergelegten Voraussetzungen für Konsultationen, also die Gefahr eines Angriffs durch Deutschland oder seine Verbündeten, gegeben seien. Auf der politischen Ebene hob er die in der Note enthaltene Anerkennung der außenpolitischen Linie Finnlands hervor und vertrat den Standpunkt, dass es in der Note erstrangig um die Frage des fortgesetzten Vertrauens in diese Linie gehe.

### Reaktionen des Westens

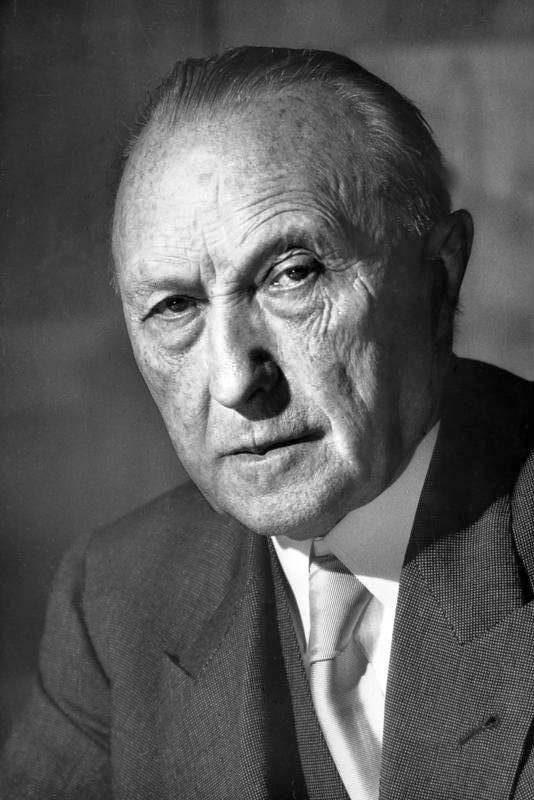
Bundeskanzler Konrad Adenauer setzte die Note in Zusammenhang mit anderen „Donnerkeilen“ gegen den Westen.

In der Bundesrepublik Deutschland, die nach dem Wortlaut der Note deren eigentlicher Auslöser war, konzentrierten sich die offiziellen Reaktionen zunächst darauf, die in der Note enthaltenen Vorwürfe zu entkräften. Die besondere Sorge der Bundesregierung bestand darin, dass Finnland auf Druck der Sowjetunion die Deutsche Demokratische Republik anerkennen oder mit ihr einen Friedensvertrag schließen könnte. Dies wäre die erste Anerkennung aus einem nichtsozialistischen Land gewesen und hätte die Beständigkeit der Hallsteindoktrin in Frage gestellt. Bundeskanzler Konrad Adenauer hielt die Note an Finnland jedoch nicht für ein isoliertes Ereignis, sondern sah sie als Teil einer ganzen Reihe von propagandistischen „Donnerkeilen“ der Sowjetunion gegen den Westen an.
In den Vereinigten Staaten verfasste Außenminister Dean Rusk noch vor der Abreise Kekkonens eine erste Einschätzung der Situation, die auch an die wichtigsten Verbündeten verteilt wurde. Die Sowjetunion verfolge mit der Note drei Hauptziele: ihren Einfluss auf die finnische Innenpolitik zu sichern; die Widerstandskraft der skandinavischen Länder zu schwächen, indem der Anschein erweckt wird, die Bundesrepublik Deutschland stelle eine Bedrohung für den Status quo im Norden dar; sowie die Entschlossenheit der „freien Welt“ zu schwächen und den Druck in den Verhandlungen um den Status Berlins zu erhöhen.
In der Öffentlichkeit agierten die Vereinigten Staaten zunächst zurückhaltend. Gleichzeitig bereiteten sie sich aber auf ein Eingreifen der NATO vor. Am 3. November schlugen sie den Verbündeten eine offizielle Stellungnahme der NATO vor. Vertreter der Bundesrepublik Deutschland und Italiens sprachen sich für eine politische Intervention der NATO aus. Dänemark und Norwegen standen einem Eingreifen der NATO dagegen reserviert gegenüber. In der Sitzung des Nordatlantikrats am 8. November wurde die Entscheidung vertagt. Die finnische Regierung reagierte auf diese Vorstöße schroff ablehnend. Kekkonen wies den Botschafter in Paris am 9. November an mitzuteilen, dass Finnland jedes Eingreifen der NATO, in welcher Form auch immer, als Bärendienst ansehen würde. Schließlich blieb die NATO in der Angelegenheit passiv.
Die Vereinigten Staaten unternahmen dagegen noch mehrere Versuche, Finnland zu einer unnachgiebigen Haltung gegenüber den Forderungen der Sowjetunion zu ermutigen. Dabei boten sie politische und wirtschaftliche Unterstützung an, was die finnische Seite jeweils unter Hinweis darauf ablehnte, dass Finnland seine Beziehungen zur Sowjetunion selbst pflegen können müsse.

### Politische Gespräche
Wie bereits in seiner Radioansprache verfolgte Kekkonen auch in den weiteren Bemühungen um die Bewältigung der Krise die Grundstrategie, militärische Themen zu vermeiden und auf die politische Ebene auszuweichen. In politischen Gesprächen sollte herausgefunden werden, welche Ziele die Sowjetunion im Verhältnis zu Finnland wirklich verfolgte. Ebenso strebte Kekkonen nach Aufklärung der Frage, ob die Note in Wirklichkeit in erster Linie als Angriff auf die NATO, Dänemark und Norwegen zu verstehen sei, wie er vermutete.
Außenminister Karjalainen wandte sich am 7. November an die sowjetische Botschaft in Helsinki und bat um ein Treffen mit seinem sowjetischen Amtskollegen Gromyko. Dieser teilte mit, dass Karjalainen in Moskau willkommen sei, und so traf dieser am 11. November in der sowjetischen Hauptstadt ein. Im Gespräch schlug Karjalainen unter Berufung auf die guten Beziehungen zwischen beiden Ländern vor, dass die militärischen Konsultationen aufgeschoben und vorläufig nur politische Gespräche geführt würden. Gromyko stellte fest, dass Militärkreise der Sowjetunion bereits länger Konsultationen gefordert hätten. Bisher seien diese Bestrebungen aber abgewehrt worden, weil die Sowjetunion vollkommen auf Präsident Kekkonen und die außenpolitische Richtung Finnlands vertraue. Nun sei die politische Lage in Finnland aber instabil geworden. Es habe sich „eine gewisse politische Gruppierung“ gebildet, deren Ziel es sei, die Fortsetzung des außenpolitischen Kurses zu verhindern.
Karjalainen versicherte Gromyko, dass das finnische Volk einmütig hinter der offiziellen Außenpolitik stehe. Dies hielt Gromyko jedoch für bedeutungslos. Er hob hervor, dass die sowjetische Regierung möglichst bald Sicherheit erlangen müsse, dass der Kurs gehalten wird. Dies könne nicht warten, bis die Präsidentschaftswahl und die für den kommenden Sommer angesetzte Parlamentswahl durchgeführt worden sind.

### Auflösung des Parlaments
Unmittelbar nach der Rückkehr Karjalainens beschloss Kekkonen am 14. November die Auflösung des Parlaments und Ansetzung von Neuwahlen für den frühestmöglichen Termin am 4. und 5. Februar 1962. Er begründete diesen Schritt damit, dass auf diese Weise der Sowjetunion die gewünschte rasche außenpolitische Sicherheit verschafft werden solle. Später stellte Kekkonen fest, dass mit der Auflösung des Parlaments auch Zeit gewonnen werden sollte. Nach den Wahlen könnte die internationale Lage schon wieder günstiger sein, schätzte Kekkonen.
Gleichzeitig verstand Kekkonen die vorzeitige Neuwahl aber auch als Mittel, den Honka-Bund zu schwächen und seine eigene Wiederwahl zu fördern. Die Parlamentswahl fiel nunmehr in die Zeit unmittelbar nach der Wahl zum Wahlmännergremium. Dies zwang die Parteien des Honka-Bundes, gleichzeitig Wahlkampf mit- und gegeneinander zu führen. Diese Strategie war für Kekkonen kein neuer Gedanke. Bereits am 18. April 1961, kurz nach der Bildung des Honka-Bundes, war Kekkonen in seiner Amtswohnung mit seinen engsten Vertrauten, Ahti Karjalainen, Vieno Sukselainen und Arvo Korsimo zusammengetroffen und hatte sich mit ihnen darauf verständigt, dass das Parlament im Herbst aufgelöst und die Neuwahl auf den 4. und 5. Februar 1962 angesetzt werden solle.
Soweit die Entscheidung die rasche Beendigung der Notenkrise bezweckte, schlug der Versuch fehl. Botschafter Wuori informierte den sowjetischen Vizeaußenminister Vasili Kusnezow am 15. November von der Parlamentsauflösung. Er erkundigte sich zugleich, ob der Konsultationsvorschlag damit als erledigt angesehen werden könne. Am folgenden Tag rief Kusnezow Wuori zu sich und erklärte, dass die Lage in Nordeuropa und im Ostseeraum sich noch weiter zugespitzt habe und dass eine unmittelbare Bedrohung für die Sicherheit der Sowjetunion und Finnlands bestehe. Der Minister berief sich auf die verstärkte Aktivität der „deutschen Militaristen“, das Vorantreiben der gemeinsamen Militärvorhaben der Bundesrepublik und Dänemark sowie die Reise des westdeutschen Verteidigungsministers Franz Josef Strauß nach Oslo. Die Konsultationen seien nun „äußerst unerlässlich“.
In den darauf folgenden Beratungen in Helsinki vertrat Kekkonen die Ansicht, die Aufnahme der militärischen Verhandlungen sei nur zu verhindern, indem er persönlich an den Ministerpräsidenten und Parteichef Chruschtschow appelliere. Die Regierung ersuchte Kekkonen am 18. November förmlich, in die Sowjetunion zu reisen und mit Chruschtschow zu verhandeln. Zwei Tage später willigte Moskau in das Treffen ein. Chruschtschow befand sich zu diesem Zeitpunkt in Sibirien auf einer großangelegten Reise zur Inspektion der Lage der Landwirtschaft. So sollte die Begegnung im sibirischen Nowosibirsk stattfinden. Kekkonen reiste am 22. November ohne formelle Reisezeremonien ab.

### Kekkonen und Chruschtschow in Nowosibirsk
Urho Kekkonen erreichte Moskau mit dem Zug am Morgen des 23. November. Von dort reiste er mit dem Flugzeug weiter und kam am Abend örtlicher Zeit in Nowosibirsk an. Nikita Chruschtschow reiste am folgenden Morgen mit dem Zug aus Zelinograd an. Die Gespräche mit Kekkonen begannen bereits eine Stunde später zunächst mit Vieraugengesprächen, die eine gute Stunde in Anspruch nahmen. Über den Inhalt stehen der Geschichtswissenschaft bis heute keine schriftlichen Dokumente zur Verfügung. Kekkonen selbst machte keine Notizen und erstellte auch nachträglich keinen schriftlichen Bericht. Ob auf sowjetischer Seite Berichte angefertigt wurden, ist unbekannt. Jedenfalls sind diese bisher nicht aufgetaucht.
Über die Gründe für das Fehlen finnischer Aufzeichnungen wird spekuliert; offizielle Erklärungen dazu liegen nicht vor. Zum einen wurde in diesem Zusammenhang die These aufgestellt, Kekkonen habe sich während des Gesprächs ganz auf die Kommunikation mit Chruschtschow konzentrieren müssen. Die Kommunikation sei besonders schwierig gewesen, weil als Dolmetscher der in dieser Hinsicht unerfahrene Diplomat Wladimir Schenichow fungierte. Spätere Aufzeichnungen seien nicht möglich gewesen, weil die Gespräche im Anschluss sofort in größerer Runde weitergeführt wurden. Schließlich seien die Gegenstände der Gespräche wahrscheinlich im Wesentlichen die gleichen gewesen wie in den Folgegesprächen. Andere Autoren sehen im Fehlen von Aufzeichnungen und offiziellen Erklärungen ein Indiz dafür, dass die Geschehnisse in Nowosibirsk, ebenso wie die Notenkrise im Ganzen, eine einvernehmliche Inszenierung von Kekkonen und Chruschtschow darstellten.
Die Gespräche wurden nach Hinzuziehung der Delegationen beider Seiten fortgesetzt. In dieser Runde ergriff Kekkonen als erster das Wort. Er erklärte, in Finnland gehe man davon aus, dass im Hintergrund der Note die Sicherheitsinteressen der Sowjetunion stehen und es nicht beabsichtigt sei, die guten Beziehungen zwischen beiden Ländern zu verändern. Er schlug vor, dass die Sowjetunion von den vorgeschlagenen militärischen Konsultationen absehe. Die Note habe die Stimmung in den Nordischen Ländern aufgeheizt und in der Folge verbreite sich eine offensichtliche Kriegspsychose. Eine solche Entwicklung könne nur zu einer weiteren Aufrüstung führen. Ein Absehen von den Konsultationen könne dagegen die Stimmung beruhigen. Die Sicherheitsinteressen der Sowjetunion seien durch die von Finnland verfolgte Neutralität sowie die guten Beziehungen zwischen der Sowjetunion und Finnland gesichert. Kekkonen berief sich auch auf den propagandistischen Wert dieser guten Beziehungen für die von Chruschtschow angestrebte friedliche Koexistenz.
In seiner Antwort ging Chruschtschow zunächst ausführlich auf die angespannte internationale Sicherheitslage ein. Schließlich kam er auf Kekkonens Vorschlag zu sprechen und erklärte, die vorgetragenen Gründe seien schwerwiegend und er habe Verständnis für sie. Das Vertrauen in die Beurteilung durch Kekkonen besonders betonend stimmte er dem Vorschlag zu:

„Sie sind unser guter Freund und wir vertrauen Ihnen vollkommen. Wenn Sie sagen, dass es für Finnland und die Sowjetunion und die Beziehungen zwischen unseren Ländern nützlich wäre, die militärischen Verhandlungen nicht zu führen, dann glauben wir, dass dies auch so ist, und dann bin ich für meinen Teil bereit, den von Ihnen vorgetragenen Aspekt zu unterstützen.“

Einer völligen Aufgabe der Konsultationen wollte Chruschtschow nicht zustimmen, sondern schlug vor, von einer Verschiebung zu sprechen. Die Möglichkeit der Wiederaufnahme der Konsultationen erhielt in der am gleichen Tag veröffentlichten gemeinsamen Erklärung eine Formulierung, die weithin so interpretiert wurde, dass Finnland die Rolle eines „Wachhundes“ spielen sollte:

„N.S. Chruschtschow sprach für die Sowjetregierung den Wunsch aus, dass … die Regierung Finnlands ihrerseits die Entwicklung der Situation in Nordeuropa und im Ostseeraum genau verfolge und, wenn sich dies als notwendig erweist, der Sowjetregierung ihre Meinung betreffend der Durchführung der erforderlichen Maßnahmen vorträgt.“

In seiner Tischrede beim anschließenden Mittagessen ging Chruschtschow auch auf die Lage in Finnland ein. Er stellte fest, dass es in der angespannten Lage für die Sowjetunion notwendig sei, dass über die Fortsetzung der Paasikivi-Kekkonen-Linie Finnlands große Sicherheit bestehe. Diese Linie genieße das volle Vertrauen der Sowjetunion.
Nachdem die drohenden militärischen Konsultationen somit abgewendet waren, kehrte Kekkonen am 26. November 1961 nach Finnland zurück. Am Grenzbahnhof in Vainikkala wurde er von Hunderten, am Hauptbahnhof von Helsinki von fast zehntausend Menschen empfangen.

## Auswirkungen und Deutungen
Das gegen Urho Kekkonens Wiederwahl gerichtete Parteienbündnis zerfiel während der Notenkrise rasch. Kekkonen wurde schließlich ungefährdet wiedergewählt. Die Frage, ob genau dies eines der Ziele oder gar das zentrale Motiv für die sowjetische Note gewesen war, war und ist Gegenstand kontroverser historischer Debatten. Teilweise ist auch die Auffassung vertreten worden, dass Kekkonen von der Note im Voraus gewusst oder diese sogar „bestellt“ habe, um seine Wiederwahl zu sichern. Jedenfalls etablierte die Krise Kekkonen als unbestrittene Führungspersönlichkeit der finnischen Außenpolitik, stellte aber gleichzeitig für die Glaubwürdigkeit der finnischen Neutralität eine Belastung dar.

### Zerfall des Honka-Bundes
Bereits unmittelbar nach Eintreffen der Note wurden im Umfeld des Honka-Bundes erste Stimmen laut, dass in der neuen Situation die Einstellung zu einer Wiederwahl Kekkonens möglicherweise überdacht werden müsse. Nach den Gesprächen zwischen Karjalainen und Gromyko in Moskau nahm dieser Prozess weitere Fahrt auf. Am 18. November 1961 erklärte der Vorsitzende der Kleinbauernpartei Veikko Vennamo, dass eine Unterstützung Kekkonens möglich sei. Am 22. November erklärten die Vertreter der Sammlungspartei und der Schwedischen Volkspartei in der Sitzung des Organisationskomitees des Honka-Bundes, dass sie sich in naher Zukunft von dem gemeinsamen Vorhaben lösen würden.
Am 23. November schlug der sozialdemokratische Parlamentspräsident Karl-August Fagerholm in einem offenen Brief vor, dass die hinter Honka stehenden Gruppierungen von der Wahl zum Wahlmännergremium absehen sollten und die Amtszeit Kekkonens stattdessen durch ein Ausnahmegesetz verlängert werden solle. Am Abend des 24. November gab die Finnische Volkspartei bekannt, dass sie von Honka abrücke, und forderte ihre Anhänger zur Unterstützung Kekkonens auf. Die Schwedische Volkspartei löste sich am gleichen Abend ebenfalls von Honka und neigte zur von Fagerholm vorgeschlagenen Lösung per Ausnahmegesetz. Um 23 Uhr am selben Abend erklärte Olavi Honka, „zum Wohle des Vaterlandes“ von seiner Kandidatur abzusehen.
Die Parteien des Honka-Bundes mussten sich nun kurz vor der anstehenden Wahl neu orientieren. Beide Volksparteien stellten sich hinter eine Wiederwahl Kekkonens. Die Sammlungspartei sah sich zu einer offenen Unterstützung Kekkonens nicht in der Lage, da in diesem Fall viele Wähler der Partei den sozialdemokratischen Kandidaten gewählt oder von ihrem Wahlrecht keinen Gebrauch gemacht hätten. Sie ging deshalb ohne Benennung eines Kandidaten in die Wahl zum Wahlmännergremium. In der eigentlichen Präsidentenwahl stimmten die Wahlmänner der Sammlungspartei jedoch für Kekkonen. Die Sozialdemokraten, die sich entgegen dem Vorschlag Fagerholms für ein Ausnahmegesetz nicht erwärmen konnten, einigten sich schließlich auf Rafael Paasio als eigenen Kandidaten.
Urho Kekkonen wurde schließlich ungefährdet für eine zweite Amtszeit als Präsident der Republik bestätigt. Er erhielt im Wahlmännergremium bereits im ersten Wahlgang 199 der 300 Stimmen und damit die erforderliche absolute Mehrheit.

### Kekkonens Wiederwahl als Motiv der Note?
In der Nachschau ist viel spekuliert worden, ob die Aufgabe des Honka-Projektes Vorbedingung oder zumindest tatsächlicher Anstoß für das Einverständnis der Sowjetseite war, die Konsultationen zu verschieben. Der endgültige Rückzug Honkas erfolgte ebenso wie die vorausgegangene Distanzierung der Volksparteien von Honka erst, als die Gespräche in Nowosibirsk bereits beendet waren. Andererseits war der Zerfallsprozess bereits vorher zu beobachten, und auch die Umfragewerte der Parteien des Honka-Bundes ließen für Honka kaum Hoffnung.
Unumstritten ist, dass die sowjetische Seite allgemein bestrebt war, die Kontinuität der sowjetfreundlichen finnischen Außenpolitik zu sichern, und dass Urho Kekkonen für die Sowjetunion als Personifikation dieser Außenpolitik galt. Ob und inwieweit das Einwirken auf die politische Situation in Finnland zu den mit der Note verfolgten Motiven der sowjetischen Führung gehörte, zählt hingegen zu den zentralen historischen Streitfragen im Zusammenhang mit der Notenkrise.
Kekkonen-Biograf Juhani Suomi sieht die Motive in erster Linie außerhalb Finnlands. Ganz im Vordergrund sieht er die aufrichtige und nachhaltige Sorge um das militärische Erstarken der Bundesrepublik Deutschland und um deren militärische Zusammenarbeit mit den nordischen NATO-Mitgliedern Dänemark und Norwegen. Die Note sei in erster Linie als Botschaft an den Westen zu verstehen. Eine zweite Ursachengruppe erkennt er in der sowjetischen Innenpolitik. Die militärische Führung habe bereits seit längerer Zeit die stärkere militärische Anbindung Finnlands gefordert. Die Entstehung der Note sei auch im Zusammenhang mit dem vom 17. bis zum 31. Oktober 1961 abgehaltenen 22. Parteitag der Kommunistischen Partei der Sowjetunion zu verstehen, auf welchem Chruschtschow sich Angriffen des Molotow-Flügels ausgesetzt gesehen habe. Der Balanceakt Chruschtschows auf dem Parteitag habe ihn, welcher der Note selbst distanziert gegenübergestanden sei, zu Zugeständnissen genötigt. Die finnische Politik habe bei der Entstehung der Note keine Rolle gespielt und der Finnland betreffende kurze Abschnitt sei überhaupt erst auf Drängen der finnischen Kommunisten in den Text aufgenommen worden.
Der Historiker Hannu Rautkallio, der in der gesamten Notenkrise eine gemeinsame Inszenierung durch Kekkonen und den KGB erkennt, stellt die Glaubwürdigkeit der Behauptung Gromykos in Frage, die Einleitung militärischer Konsultationen sei durch militärische Kreise der Sowjetunion seit langem gefordert worden. In den Unterlagen des sowjetischen Außenministeriums zur Notenkrise befänden sich keine Dokumente aus Militärkreisen. Das Militär habe in der Sowjetunion auch im Allgemeinen nicht eine Position gehabt, die es ermöglicht hätte, die Partei unter Druck zu setzen. Vielmehr sei die Sicherung der Position Kekkonens und die Zerschlagung des Honka-Bundes das eigentliche Motiv der Note gewesen. Diese sei seit Monaten vorbereitet gewesen und dann nur zufällig zeitlich mit dem 22. Parteitag und der Berlinkrise zusammengefallen.
Im Spannungsfeld zwischen diesen Auslegungen hat sich in der Mehrzahl der historischen Veröffentlichungen in Finnland die Auffassung durchgesetzt, dass die Einflussnahme auf die finnische Präsidentenwahl zumindest eines von mehreren Motiven der Sowjetführung gewesen sei. Die Note habe wahrscheinlich ein Bündel von Zielen verfolgt. Welche Bedeutung das finnische Ziel für diesen „Mehrfachsprengkopf“ gehabt hat, bleibt dagegen von der persönlichen Interpretation abhängig und umstritten.

### Konspirationsthesen
Ausgehend von der Möglichkeit, dass es zu den zentralen Motiven der sowjetischen Regierung gehörte, Urho Kekkonens Wiederwahl zu sichern, wurden und werden immer wieder auch Thesen vertreten, nach denen Kekkonen bereits vor Beginn der Krise von der Note gewusst oder diese sogar mit der sowjetischen Seite abgesprochen oder sie von dort „bestellt“ habe.
Diesbezügliche Andeutungen wurden bereits bald nach der Krise verbreitet. Väinö Tanner, Vorsitzender der Sozialdemokratischen Partei, erklärte im Januar 1962 in Parteikreisen, die Note beruhe auf „von hier aus geäußerten Wünschen“. Tuure Junnila, einer der Protagonisten des Honka-Bundes, veröffentlichte im April 1962 eine Nachbetrachtung zur Notenkrise. Ohne konkretere Einzelheiten zu nennen, berichtete Junnila über Fälle, in denen „die wenigen zum inneren Machtzirkel Gehörenden in verschiedenen Zusammenhängen zu verstehen gegeben haben, dass vor den Präsidentschaftswahlen etwas so Entscheidendes geschehen würde, das die Wahlen mit Sicherheit zugunsten von Präsident Kekkonen wendet.“
In der späteren Geschichtsschreibung profilierte sich auf diesem Gebiet vor allem der zuvor erwähnte Hannu Rautkallio, der in mehreren Werken leidenschaftlich die These vertritt, Kekkonen habe die finnische Außenpolitik durchgängig primär als verlängerter Arm des KGB gestaltet. Die Notenkrise habe Kekkonen gemeinsam mit der sowjetischen Führung bis ins Detail geplant. Die Reise nach Nowosibirsk sei dagegen eine inhaltlich bedeutungslose politische Inszenierung gewesen.
Unter den bekannten äußeren Umständen finden die Konspirationsthesen am ehesten eine Stütze darin, dass Kekkonen bereits im April 1961 für den Herbst aus wahltaktischen Erwägungen die Auflösung des Parlaments erwog und die Notenkrise sodann genau zum richtigen Zeitpunkt dafür eine solide Begründung bot. Im Übrigen kann nur auf Indizien zurückgegriffen werden, die jeweils Spielraum für Interpretation lassen. So fand Kekkonen in seiner Unterkunft in Nowosibirsk eine neuerrichtete Sauna vor, deren eilige Errichtung bereits etwa zwei Wochen zuvor angewiesen worden war. Dies belegt, dass die sowjetische Seite einen Besuch Kekkonens bereits erwartete, bevor dieser offiziell vereinbart worden war. Offen bleibt, ob dies Teil eines gemeinsamen Gesamtplans war oder, wie Juhani Suomi annimmt, Ausdruck dessen, dass die Sowjetseite beschlossen hatte, aus der Note den größtmöglichen propagandistischen Nutzen zu ziehen.
An direkten Beweisen dafür, dass Kekkonen von der Note bereits vor deren Absendung wusste oder diese sogar gemeinsam mit der sowjetischen Seite geplant hatte, fehlt es nach wie vor. Auch Rautkallio stellt fest, dass der unzweifelhafte Beweis des Anteils Kekkonens bisher nicht gefunden ist. Juhani Suomi wirft den Vertretern dieser These dagegen vor, bewusst die Augen vor den Umständen zu verschließen, die gegen ihre Auffassung sprechen. So sei es schwer nachvollziehbar, warum Kekkonen bewusst Maßnahmen ergriffen hätte, die seine im gleichen Jahr unternommenen groß angelegten Bemühungen zur Festigung des Bildes der finnischen Neutralität untergraben.

### Außenpolitische Stellung Finnlands
Urho Kekkonen ging aus der Notenkrise als unumstrittene Führungspersönlichkeit der finnischen Außenpolitik hervor. Seine sowjetischen Gesprächspartner hatten das Ablassen von der Forderung nach militärischen Konsultationen ausdrücklich mit ihrem persönlichen Vertrauen in den Präsidenten begründet. In den Folgejahren verdichtete sich zunehmend der Eindruck, dass Kekkonen als Garant der Neutralitätspolitik nach Osten unverzichtbar sei, ein Umstand, der entscheidend zu seiner langen, bis 1982 dauernden Amtszeit beitrug.
Die Formulierung der gemeinsamen Erklärung von Nowosibirsk schrieb Finnland die Aufgabe zu, die Entwicklung im Norden zu beobachten und gegebenenfalls Vorschläge an Moskau heranzutragen. Die finnische Außenpolitik ging bald dazu über, dies so zu interpretieren, dass das Initiativrecht für die Einleitung von militärischen Konsultationen gemäß dem Freundschaftsvertrag auf Finnland übergegangen sei. Die Sowjetunion erkannte diesen Standpunkt nie an, jedoch blieb die Notenkrise tatsächlich der einzige Fall der offiziellen Forderung nach Konsultationen.
Gegenüber dem Westen stellte die Krise die finnische Neutralitätspolitik, die gerade erst während der Besuche Kekkonens in London und Washington Anerkennung gefunden hatte, vor ein Glaubwürdigkeitsproblem. Das Außenministerium der Vereinigten Staaten gab bald nach Ende der Krise die Einschätzung zu erkennen, dass jederzeit mit neuen sowjetischen Maßnahmen und Einmischungen gegenüber Finnland zu rechnen sei. Nach amerikanischer Einschätzung habe die Krise die finnische Neutralität in Frage gestellt und müsse Finnland nun geholfen werden, sich von der sowjetischen Umklammerung zu lösen. Im Februar und März 1962 versuchten amerikanische Diplomaten, die anderen Nordischen Länder zu Stützungsmaßnahmen für Finnland zu bewegen. Diese lehnten mit der Begründung ab, dass solche Maßnahmen Finnland mehr schaden als nützen würden.
Die Notenkrise brachte die verletzliche Stellung Finnlands und die Möglichkeiten der Sowjetunion, Einfluss auf die politische Situation Finnlands zu nehmen, in den Fokus der Weltöffentlichkeit. Sie bildete einen wichtigen Hintergrund für die westliche Auffassung von der Sonderstellung Finnlands, die später im gleichen Jahrzehnt oft abwertend als Finnlandisierung bezeichnet wurde.